# Wolf's Lair Abyss
Wolf's Lair Abyss è un EP della black metal band norvegese Mayhem, pubblicato nel 1997.

## Tracce
1. The Vortex Void of Inhumanity (Intro) – 2:21
2. I Am thy Labyrinth – 5:26
3. Fall of Seraphs – 6:02
4. Ancient Skin – 5:28
5. Symbols of Bloodswords – 5:24

## Formazione
- Maniac (Sven Erik Kristiansen) - voce
- Blasphemer (Rune Erickson) - chitarra
- Necrobutcher (Jørn Stubberud) - basso
- Hellhammer (Jan Axel Blomberg) - batteria